# Melissa George
Melissa George, född 6 augusti 1976 i Perth, är en australisk skådespelare, fotomodell och före detta idrottare (konståkning på rullskridskor).

## Film & TV i urval (titel, år, roll)
- Home and Away (TV-serie), 1993–1996, Angel
- The Limey, 1999, Jenny Wilson
- Thieves (TV-serie), 2001, Rita
- Mulholland Drive, 2001, Camilla Rhodes
- Alias (TV-serie), 2003–2004, Lauren Reed
- The Amityville Horror, 2005, Kathy Lutz
- Derailed, 2005, Deanna Schine
- 30 days of night, 2007, Stella Oleson
- In Treatment, 2008, Laura
- Grey's Anatomy, (2008–2009), Sadie Harris
- Triangle, 2009, Jess
- Örfilen, 2011, Rosie
- Hunted, 2012, Samantha "Sam" Hunter/Alex Kent
- The Good Wife, 2013, Marilyn Garbanza